# Кравцов, Иван Александрович
Ива́н Алекса́ндрович Кравцо́в (1896, с. Алагир, Владикавказский округ, Терская область, Российская империя — 29 августа 1938, Москва, СССР) — советский государственный и партийный деятель. Первый секретарь Черкесского обкома ВКП(б) (1932—1935). Первый секретарь Оргбюро ЦК ВКП(б) по Краснодарскому краю (1937). Входил в состав особой тройки НКВД СССР.

## Биография
После окончания двухклассного училища работал подмастерьем в часовой мастерской во Владикавказе, затем в Грозном на нефтепромыслах. В 1915—1918 гг. в составе Русской армии участвовал в Первой мировой войне.
В 1918 г. вступил в ряды РКП(б). Участник Гражданской войны. В 1921 г. находился в должности командира отряда особого назначения Персидской Красной Армии. Затем, до 1924 г. служил военкомом Грозненского округа.
Далее находился на партийной работе.
- 1924—1925 гг. — заведующий организационным отделом губернского комитета РКП(б),
- 1925—1928 гг. — в аппарате Шахтинского окружного комитета РКП(б)-ВКП(б),
- 1928—1930 гг. — в аппарате Ставропольского окружного комитета ВКП(б),
- 1930—1931 гг. — ответственный секретарь Ставропольского районного комитета ВКП(б),
- 1931—1932 гг. — секретарь-организатор Кавказского эксплуатационного железнодорожного района города Кропоткин,
- 1932—1935 гг. — первый секретарь Областного комитета ВКП(б) Черкесской автономной области,
- 26 января—10 февраля 1934 года делегат XVII съезда ВКП(б) с решающим голосом от Северо-Кавказской парторганизации[1].
- 1935—1936 гг. — второй секретарь Областного комитета ВКП(б) Северо-Осетинской автономной области,
- 1936—1937 гг. — заведующий Отделом советской торговли Северо-Кавказского краевого комитета ВКП(б), заведующий Отделом советской торговли, Промышленно-транспортным отделом Азово-Черноморского краевого комитета ВКП(б). Заместитель председателя исполкома Азово-Черноморского краевого совета.

В сентябре-ноябре 1937 г. — первый секретарь Организационного бюро ЦК ВКП(б) по Краснодарскому краю.
Деятельность 1937 года отмечена вхождением в состав особых троек по Азово-Черноморскому и Краснодарскому краям, созданных по приказу НКВД СССР от 30.07.1937 № 00447 и активным участием в сталинских репрессиях.

## Арест
Был арестован 14 ноября 1937 г, 29 августа 1938 г. Военной коллегией Верховного суда СССР (ВКВС СССР) приговорён к высшей мере наказания.
Обвинялся по статьям 58-2, 58-7, 58-8, 58-11 УК РСФСР. Расстрелян в Москве в день вынесения приговора. Реабилитирован 15 сентября 1956 года ВКВС СССР за отсутствием состава преступления.